# Beuzeville
Beuzeville település Franciaországban, Eure megyében. Lakosainak száma 4697 fő (2022. január 1.). Beuzeville Quetteville, Saint-André-d’Hébertot, Saint-Benoît-d’Hébertot, Boulleville, La Lande-Saint-Léger és Manneville-la-Raoult községekkel határos.

## Népesség
A település népességének változása:
| Lakosok száma | 2392 | 2534 | 2702 | 3508 | 4471 | 4547 | 4608 | 4666 | 4682 | 4697 |
|               | 1968 | 1982 | 1990 | 2006 | 2013 | 2015 | 2017 | 2019 | 2020 | 2022 |